# Mark Medal
Mark Medal (* 10. Juni 1957 in Manhattan, New York City) ist ein ehemaliger US-amerikanischer Boxer im Halbmittelgewicht. Er hielt im Jahre 1984 vom 11. März bis 2. November den IBF-Weltmeistertitel. 